# Jacqueline Brookes
Jacqueline Victoire Brookes (Montclair, 24 luglio 1930 – New York, 26 aprile 2013) è stata un'attrice statunitense.

## Biografia
Ha iniziato a recitare nel 1954 ed è principalmente nota per il film L'innocenza del diavolo. Successivamente ha interrotto l'attività nel 1995.
È morta il 26 aprile 2013 all'età di 82 anni per un linfoma.

## Filmografia parziale

### Cinema
- 40.000 dollari per non morire (The Gambler), regia di Karel Reisz (1974)
- Il segno degli Hannan (Last Embrace), regia di Jonathan Demme (1979)
- Storie di fantasmi (Ghost Story), regia di John Irvin (1981)
- Entity (The Entity), regia di Sidney J. Furie (1981)
- Per amore e per denaro (Love & Money), regia di James Toback (1982)
- Seduzione pericolosa (Sea of Love), regia di Harold Becker (1989)
- Una pallottola spuntata 2½ - L'odore della paura (The Naked Gun 2½: The Smell of Fear), regia di David Zucker (1991)
- Perversione mortale (Whispers in the Dark), regia di Christopher Crowe (1992)
- L'innocenza del diavolo (The Good Son), regia di Joseph Ruben (1993)
- Lontano da Isaiah (Losing Isaiah), regia di Stephen Gyllenhaal (1995)

### Televisione
- Invasione della privacy (An Invasion of Privacy), regia di Mel Damski – film TV (1983)
- Diritto alla vita (License to Kill), regia di Jud Taylor – film TV (1984)
- La valle dei pini (All My Children) – soap opera, 10 puntate (1991)

## Doppiatrici italiane
- Gemma Griarotti in 40.000 dollari per non morire
- Isa Bellini in Entity
- Miranda Bonansea in Seduzione pericolosa
- Serena Michelotti in Una pallottola spuntata 2½ - L'odore della paura
- Gabriella Genta ne L'innocenza del diavolo
- Marzia Ubaldi in Star Trek: The Next Generation
- Loredana Nicosia in 40.000 dollari per non morire (ridoppiaggio)